# Brian Flemming
Brian Flemming (* 6. Juni 1966 in Los Angeles) ist ein US-amerikanischer Regisseur und Drehbuchautor.

## Leben
Flemming studierte Englisch an der University of California, Irvine. Entdeckt wurde er von John Pierson. Bekannt wurde sein Musical Bat Boy: The Musical. Bekanntheit erlangte auch Nothing So Strange über Bill Gates.
Flemming ist zudem in der Bürgerrechtsbewegung aktiv. So setzt er sich für Quelloffenheit (open source) ein. Mit seinem Film The God Who Wasn’t There zeigte er seiner Ansicht nach die Widersprüche der Religionen auf und stellt die These auf, dass es unwahrscheinlich sei, dass Jesus Christus tatsächlich existierte. Er gilt als Verfechter des Atheismus und Stimme gegen die Vormachtstellung der Kirche.

## Werke (Auswahl)
- Hang Your Dog in the Wind (1997)
- The Rabbi vs. Larry Flynt (1999)
- The God Who Wasn't There (2005)